# Bon Boullogne

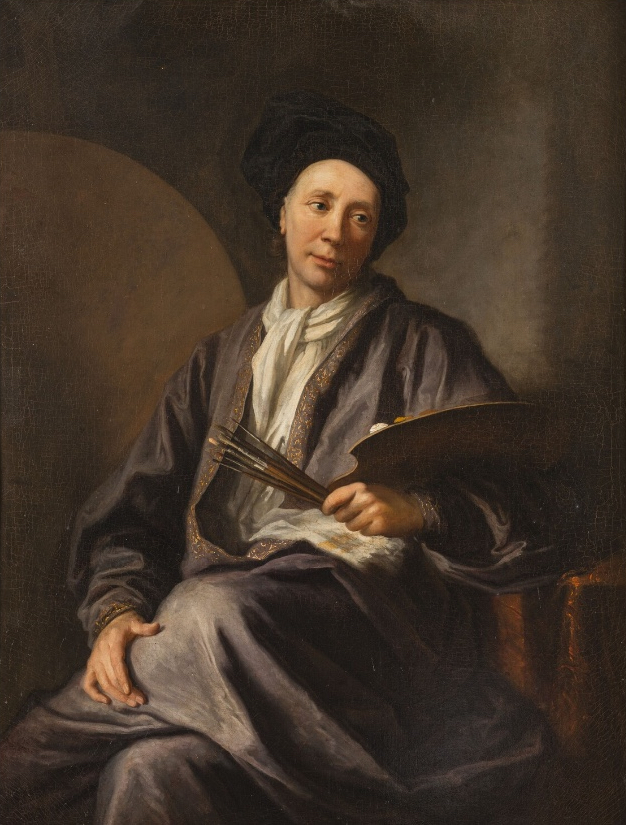

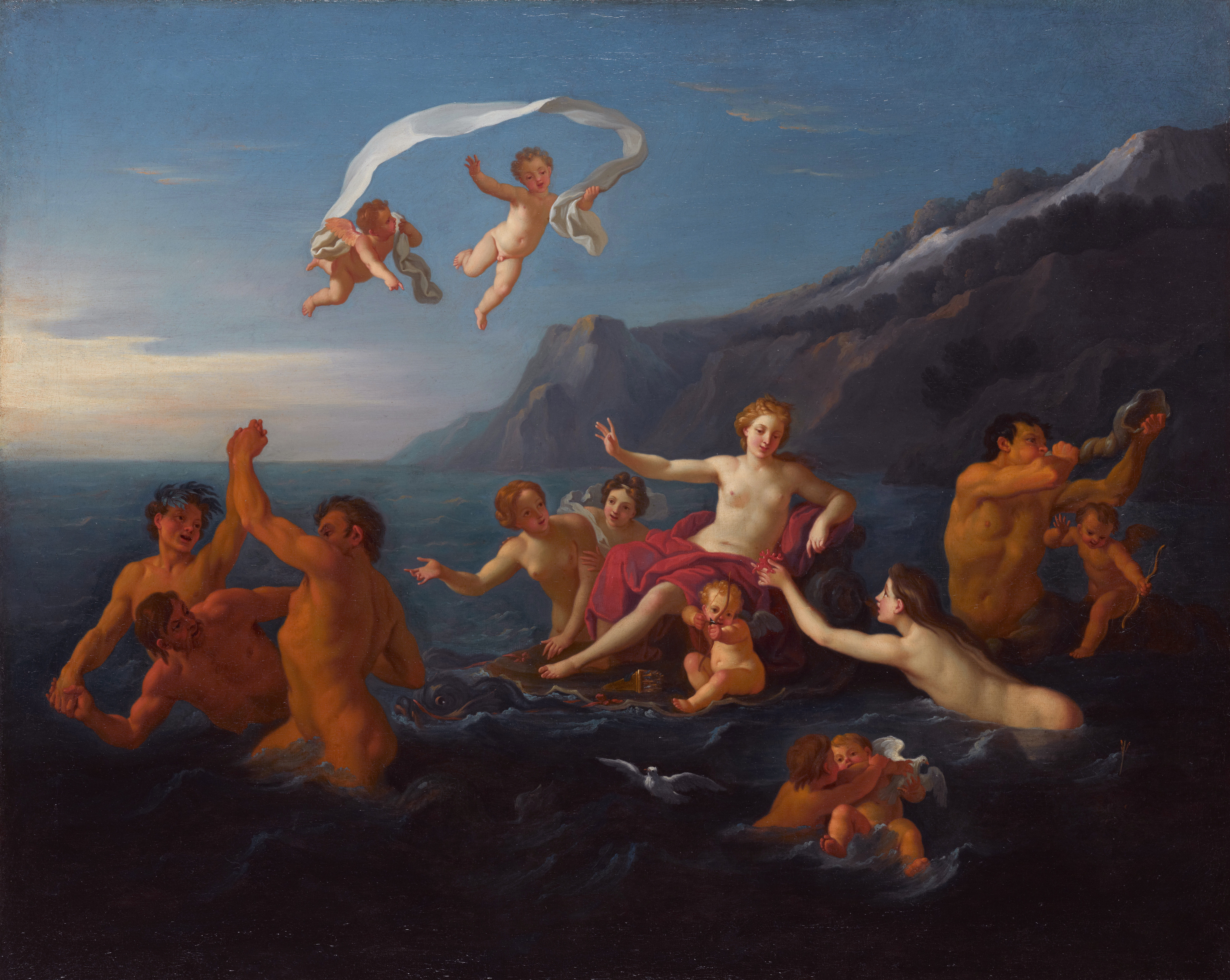
Il trionfo d'Anfitrite

Bon (de) Boullogne, o Boulogne o Boullongne (Parigi, 22 febbraio 1649 – Parigi, 16 maggio 1717), è stato un pittore, incisore, decoratore e docente francese.

## Biografia

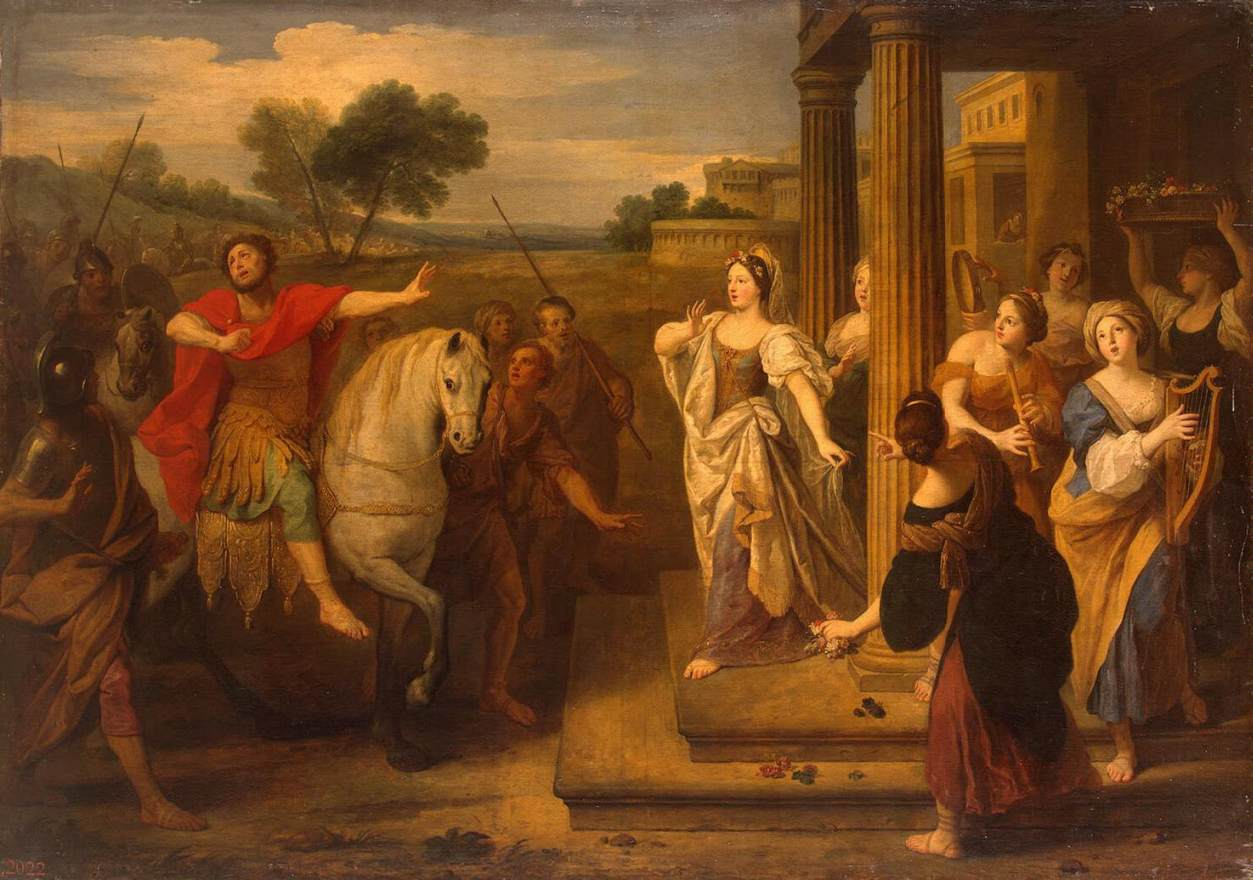
La figlia di Iefte

Figlio di Louis Boullogne, si formò alla scuola del padre assieme al fratello Louis e alle sorelle Geneviève e Madeleine. Dal 1670 al 1675 fu a Roma presso l'Accademia di Francia, stipendiato da Luigi XIV, ma non partecipò mai al Prix de Rome, fu invece appoggiato da Jean-Baptiste Colbert, a cui il padre presentò un suo dipinto a mezza figura raffigurante San Giovanni. Copiò una serie di importanti opere, tra cui alcuni affreschi di Raffaello presso le Stanze vaticane, per la Manifattura dei Gobelins. Nel 1673 si spostò in Italia settentrionale, in particolare in Lombardia, dove studiò le opere del Correggio, dei Carracci, di Guido Reni, Domenichino e di Francesco Albani. Rientrò a Parigi nel 1675 e vi rimase fino alla morte. Nel 1677 divenne membro dell'Académie royale de peinture et de sculpture, di cui il padre fu uno dei quattordici fondatori, e nel 1692 fu nominato professore presso la stessa. Operò a Versailles alle dipendenze di Charles Le Brun e all'Hôtel des Invalides. Si pensa inoltre che abbia collaborato col padre alla decorazione della Grande Galerie del Louvre.
Dipinse principalmente soggetti di genere, allegorici, mitologici, religiosi, ritratti e paesaggi. Le sue opere rivelano reminiscenze rembrandtiane e della Scuola bolognese di pittura. Caratteristica di Boullogne è la capacità di esprimersi alla maniera degli artisti italiani e nordici e di adattare lo stile delle sue opere alle commissioni, capacità, all'epoca considerata un pregio, poi trasmessa anche ai suoi allievi e che comporta problemi di attribuzione delle sue opere, scambiate per opere dei fratelli o degli allievi stessi. Si può quindi affermare che il lavoro dei fratelli Boullogne e dei loro allievi sintetizza molte tradizioni pittoriche europee.
Bon Boullogne ebbe parecchi allievi tra cui Nicolas Bertin, Pierre-Jacques Cazes, Joseph Christophe, Alexis Grimou, Sébastien Leclerc II, Charles Parrocel, Jean Raoux, Jean-Baptiste Santerre, Louis Silvestre II e Robert Tournières.

## Alcune Opere
- Il trionfo d'Anfitrite
- La figlia di Iefte, olio su tela, 154 × 218 cm, Museo dell'Ermitage, San Pietroburgo[6]
- San Nicola resuscita i bambini, olio su tela, 63 x 39 cm, Musée Ingres, Montauban[7]
- Il ritorno di Iefte, olio su tela, 153 m x 218 cm, Museo dell'Ermitage, San Pietroburgo[8]